# 白竜橋 (富山県)
白竜橋もしくは白龍橋（はくりゅうばし）は、富山県中新川郡上市町の上市川に架かる主要地方道富山立山魚津線の橋である。

## 概要
現在の橋の情報を記載する。
- 左岸：富山県中新川郡上市町石浦町[3]
- 右岸：富山県中新川郡上市町旭町[3]
- 橋長：96.3 m[3]
- 幅員：16.5 m（うち歩道が両側に3.5 m）[3]
- 桁下高：7.5 m（中央部）[3]
- 型式：プレビーム橋[2]

両側の歩道3.5mずつには竜のシンボルを入れてカラー舗装され、6箇所のバルコニーの高欄には竜を彫り込んだ欄間が施された。照明や欄干、歩道などのデザインは地元住民と協議し、中心市街地の景観に合うよう「優美でスマート」な印象に仕上げられている。

## 沿革
1887年（明治20年）10月中旬、上市村単独で200円の予算で、それまで一本木橋で交通が不便であった場所に、全長58間5分（約105 m）、幅員9尺2寸（約2.7 m）の橋が着工し、11月26日同年に完成した。上市川上流の「数尺の瀑布になっている所」である千石村字高瀧にちなんで『白龍橋』と命名された。
しかし、この初代白龍橋は、何度も流出や堤防決壊の危機にさらされた。1938年（昭和13年）に鉄筋コンクリート製に架け替えられた。支那事変（日中戦争）の最中であったため相当の困難があったが、当時としては鉄筋の見事な橋が出来たことから多くの町民がその立派さに満足した。
この橋も老朽化が進んだことから、1994年（平成6年）度から19億円を投じて架け替えられ、2001年（平成13年）7月3日に修祓式と開通式が行われた。これにより、幅員は旧橋より約3倍の広さになった。

## 周辺
- 富山県立上市高等学校[3]